# 사가잉 유나이티드 FC
사가잉 유나이티드 FC(버마어: စစ်ကိုင်း ယူနိုက်တက် ဘောလုံးအသင်း)는 모웅유아를 연고로 하는 미얀마의 축구단이다. 현재는 미얀마 내셔널리그에 참가하고 있다.